# Kanton Vihiers
Der Kanton Vihiers war von 1790 bis 2015 ein französischer Wahlkreis im Arrondissement Saumur, im Département Maine-et-Loire und in der Region Pays de la Loire; sein Hauptort war Vihiers.
Im Zuge der Umorganisation im Jahr 2015 wurde der Kanton aufgelöst und seine Gemeinden auf die Kantone Cholet-2 und Chemillé-en-Anjou aufgeteilt. Der Kanton war 374,95 km² groß und hatte  15.365 Einwohner (Stand 32012). 
Der Kanton umfasste Wahlberechtigte aus folgenden 17 Gemeinden:
| Gemeinde                    | Einwohner Jahr | Fläche km² | Bevölkerungsdichte | Code INSEE | Postleitzahl |
| --------------------------- | -------------- | ---------- | ------------------ | ---------- | ------------ |
| Aubigné-sur-Layon           | 369 (2013)     | 5,32       | 69 Einw./km²       | 49012      | 49540        |
| Cernusson                   | 337 (2013)     | 8,45       | 40 Einw./km²       | 49057      | 49310        |
| Les Cerqueux-sous-Passavant | 520 (2013)     | 23,24      | 22 Einw./km²       | 49059      | 49310        |
| Cléré-sur-Layon             | 348 (2013)     | 21,74      | 16 Einw./km²       | 49102      | 49560        |
| Coron                       | 1572 (2013)    | 31,49      | 50 Einw./km²       | 49109      | 49690        |
| La Fosse-de-Tigné           | 231 (2013)     | 5,54       | 42 Einw./km²       | 49142      | 49540        |
| Montilliers                 | 1208 (2013)    | 26,36      | 46 Einw./km²       | 49211      | 49310        |
| Nueil-sur-Layon             | 1336 (2013)    | 61,23      | 22 Einw./km²       | 49232      | 49560        |
| Passavant-sur-Layon         | 126 (2013)     | 4,91       | 26 Einw./km²       | 49236      | 49560        |
| La Plaine                   | 1029 (2013)    | 22,16      | 46 Einw./km²       | 49240      | 49360        |
| Saint-Paul-du-Bois          | 610 (2013)     | 26,58      | 23 Einw./km²       | 49310      | 49310        |
| La Salle-de-Vihiers         | 1036 (2013)    | 17,27      | 60 Einw./km²       | 49325      | 49310        |
| Somloire                    | 914 (2013)     | 31,83      | 29 Einw./km²       | 49336      | 49360        |
| Tancoigné                   | 348 (2013)     | 4,25       | 82 Einw./km²       | 49342      | 49310        |
| Tigné                       | 770 (2013)     | 16,78      | 46 Einw./km²       | 49348      | 49540        |
| Trémont                     | 387 (2013)     | 8,10       | 48 Einw./km²       | 49356      | 49310        |
| Vihiers                     | 4290 (2013)    | 59,70      | 72 Einw./km²       | 49373      | 49310        |